# Formica arcana
Formica arcana é uma espécie de formiga do gênero Formica, pertencente à subfamília Formicinae.